# Władimir Burmakin
Władimir Anatoljewicz Burmakin, ros. Владимир Анатольевич Бурмакин (ur. 6 czerwca 1967) – rosyjski szachista, arcymistrz od 1994 roku.

## Kariera szachowa
Jeden z pierwszych sukcesów odniósł w 1991 r., dzieląc III m. w kołowym turnieju w Belgradzie. W 1994 r. podzielił III-VI m. (za Piotrem Swidlerem i Michaiłem Ułybinem, wspólnie z Wasilijem Jemielinem, Siergiejem Rublewskim i Siergiejem Ionowem) w rozegranym systemem szwajcarskim finale indywidualnych mistrzostw Rosji.
Na swoim koncie posiada wiele sukcesów w otwartych turniejach międzynarodowych. Należą do nich zwycięstwa bądź dzielenie I miejsca m.in. w:
- Szeged (1993),
- Balatonbereny (1993),
- Werfen – dwukrotnie (1993, wspólnie z Władimirem Łazariewem, Igorem Lempertem, Josefem Klingerem i Olegiem Korniejewem oraz 1996, wspólnie z Władimirem Małaniukiem),
- Moskwie (1994, wspólnie z Jewgienijem Najerem),
- Grazu – czterokrotnie (1994, wspólnie ze Zdenko Kożulem, Ildarem Ibragimowem, Giorgijem Timoszenko i Georgiem Mohrem; 1997, wspólnie z Weresławem Eingornem i Konstantinem Lernerem; 2001, samodzielnie; 2003, wspólnie m.in. z Robertem Rabiegą, Siergiejem Kriwoszejem i Tomasem Polakiem),
- Sankt Petersburgu (1995, memoriał Michaiła Czigorina),
- Cappelle-la-Grande (1997, wspólnie z Wołodymyrem Bakłanem, Lubomirem Ftaćnikiem, Jeanem-Marcem Degraeve Aleksiejem Wyżmanawinem, Anthony Milesem, Rustamem Kasimdżanowem, Jurijem Kruppą, Markiem Hebdenem i Dariusem Ruzele),
- Puli (1999, wspólnie z Władimirem Tukmakowem, Dusko Pavasoviciem i Władimirem Małaniukiem),
- Seefeld (2000),
- Genewie (2002, wspólnie z Igorem Chenkinem i Siemonem Dwojrisem),
- Pardubicach (2002, wspólnie z Peterem Acsem, Władysławem Borowikowem, Dmitrijem Jakowienko, Walerijem Niewierowem, Zbynkiem Hrackiem i Ernesto Inarkiewem),
- Zurychu (2002, wspólnie z Yannickiem Pelletierem i Danielem Fridmanem),
- Cappelle-la-Grande (2003, wspólnie z Philippem Schlosserem, Jakowem Gellerem, Dmitrijem Boczarowem, Jewgienijem Miroszniczenko, Aleksandrem Areszczenko i Eduardasem Rozentalisem),
- Deizisau (2003, wspólnie m.in. z Władimirem Jepiszynem, Lewonem Aronianem, Konstantinem Landą i Liviu-Dieterem Nisipeanu),
- Oberwart (2003, wspólnie z Milosem Pavloviciem, Andriejem Szarijazdanowem, Siemonem Dwojrisem i Ferencem Berkesem),
- Porto San Giorgio – dwukrotnie (2003, wspólnie z Borysem Czatałbaszewem, Aleksandrem Delczewem i Igorem Glekiem oraz 2006, wspólnie z Ivanem Farago i Nenadem Fercecem),
- Sankt Petersburgu (2003, wspólnie z Dmitrijem Boczarowem),
- Schwäbisch Gmünd – czterokrotnie (2004, wspólnie z Władimirem Bakłanem, Michaiłem Gołubiewem, Edvinsem Kengisem i Aloyzasem Kveinysem; 2005, wspólnie z Viestursem Meijersem, Normundsem Miezisem, Gerhardem Scheblerem i Siergiejem Fiedorczukiem; 2006, wspólnie z Wencisławem Inkiowem, Wiaczesławem Ikonnikowem i Falko Bindrichem oraz 2007, wspólnie z Siergiejem Kaliniczewem, Viestursem Meijersem i Jopem Delemarre),
- Bad Wörishofen – trzykrotnie (2004, wspólnie z Aloyzasem Kveinysem; 2006, wspólnie z Wiaczesławem Ikonnikowem oraz 2008, wspólnie z Jurijem Drozdowskim, Władimirem Georgijewem, Eduardasem Rozentalisem, Henrikiem Teske i Władysławem Borowikowem),
- Benasque (2004, wspólnie z Arturem Koganem, Zbynkiem Hrackiem, Lazaro Bruzonem, Michaelem Oratovskym i Pawłem Eljanowem),
- Schwarzach (2005, wspólnie z Thomasem Lutherem i Andriejem Szczekaczewem),
- Dos Hermanas (2006, wspólnie z Florianem Handke)[2],
- Le Touquet (2006, wspólnie z Władimirem Jepiszynem i Marijanem Petrowem),
- Bethune – dwukrotnie (2006, wspólnie z Erwinem l’Amim oraz 2007, wspólnie z Jean-Marcem Degraeve i Siergiejem Fedorczukiem),
- Sitges (2007, wspólnie z Wikorem Moskalenko i Zbigniewem Paklezą),
- Bratto – dwukrotnie (2007, wspólnie z Miso Cebalo oraz 2008, wspólnie z Carlosem Matamorosem Franco i Siergiejem Tiwiakowem),
- Albacete (2007, wspólnie m.in. z Karenem Movsziszianem i Holdenem Hernandezem Carmenatesem),
- Benidormie (2008, wspólnie z Borysem Awruchem, Stewartem Haslingerem i Eduardo Iturrizagą).

Najwyższy ranking w dotychczasowej karierze osiągnął 1 lipca 2009 r., z wynikiem 2627 punktów zajmował wówczas 29. miejsce wśród rosyjskich szachistów.